# Gazeta Automobilowa
Gazeta Automobilowa – miesięcznik wychodzący w 1911 roku we Lwowie, poświęcony sprawom automoblilizmu. Wydawany był jako organ Galicyjskiego Klubu Automobilowego. Pierwsze polskie pismo na ziemiach polskich poświęcone sprawom motoryzacji.

## Historia
Było to pierwsze pismo na ziemiach polskich w całości poświęcone sprawom motoryzacji. Pierwszy numer ukazał się w lutym 1911 roku. Kolejne numery ukazywał się z małym opóźnieniem, co może sugerować kłopoty finansowe redakcji. Nieliczne egzemplarze czasopisma są przechowywane w zbiorach Biblioteki Uniwersytetu Lwowskiego (nr 1-4, luty-maj) i Miejskiej Biblioteki Publicznej im. H. Łopacińskiego w Lublinie (nr 1).

## Redakcja
Wydawcą był Jan Maniszewski, a redaktorem Hieronim Zaleski. Jan Maniszewski był lwowskim księgarzem, jego księgarnia znajdowała się przy ulicy Batorego we Lwowie. Prowadził również działalność wydawniczą. Biuro redakcji Gazety mieściło się w sekretariacie Galicyjskiego Klubu Automobilistów we Lwowie ul. Chorążczyzny 18.